# 독도의 역사
이 문서에서는 독도의 역사에 대해 정리한 것이다.

## 17세기 이전
약 460~250만여 년 전에 생성된 하나의 섬이었으나, 동해의 해수면 상승으로 두 섬으로 나뉘었다.
4세기 경에 만들어진 신라 양식의 토기가 울릉도에서 발견된 것으로 보아, 울릉도 주민들이 신라와 교류하고 있었다는 것을 알 수 있다. 울릉도 사람들은 어업을 주로 하였으며, 울릉도에서는 주변에 풍부한 어장을 보유한 독도가 보였으므로, 당시에도 울릉도 사람들은 이 섬의 존재를 알고 있었으리라 추정된다.
덧붙여 독도는 울릉도에서 청명한 날 맨눈으로 보이는 가시거리에 있다. 이로 추정해 보자면, 울릉도에 살았던 거주민들이 누구보다도 먼저, 이 섬을 발견했었음을 짐작할 수 있다.

### 삼국시대및 그 이전
서기 512년(신라 지증마립간 13년) 6월 신라의 이사부가 우산국(또는 울릉도)을 항복시켰다는 기록이 삼국사기에 아래와 같이 등장한다.
| “ | 于山國在溟州正東海島 或名鬱陵島地方一百里 恃 不服 伊 異斯夫爲何瑟羅州軍主 謂于山人愚悍難以威來 可以計服乃多造木偶師子 分載戰船 其國海岸 告曰 汝若不服則放此猛獸踏殺之 國人恐懼則降 (｢삼국사기｣ 권4, 신라본기 지증왕 13년 6월) | ” |

한편 삼국사기 지리지(三國史記地理志)에서는 우산국뿐만 아니라 울릉도나 독도 등에 관한 일체 기록이 없고, 울릉도에서 발견된 고분이 6세기 중엽 이후 만들어지기 시작하였다는 고고학적 발견 등을 이유로 독도를 포함한 우산국이 신라의 지방행정체계 속에 포함되었다기 보다는 공물을 바치는 복속 국가, 즉 독자적인 정치세력을 유지하고 있었을 것이라고 추정하는 견해도 있다.

### 고려 시대
삼국시대인 서기 930년 우산국이 고려의 태조 왕건에게 토산물을 바쳤다는 기록이 《고려사》(1451년, 조선 문종 1년 편찬)에 다음과 같이 있다.
우릉도(芋陵島)에서 백길(白吉)과 토두(土豆)를 보내 방물을 바쳤다. 백길에게 정위(正位), 토두에게 정조(正朝) 품계를 각각 주었다(｢고려사｣ 권1, 세가 태조 13년 8월 병오일).

1018년(고려 현종 9년)에서 1022년(고려 현종 13년)사이에는 우산국 이 동북 여진의 침략을 받아 심각한 피해를 입어 농사를 짓지 못하였다는 기록이 《고려사》에 등장한다. 이에 현종은 1018년에는 이원구를 파견하여 농기구를 제공하고, 1019년에는 여진의 침략으로 망명하여 왔던 우산국 백성들을 모두 돌려 보내고, 1022년에는 여진에게서 약탈 당하고 도망하여 온 우산국 백성들을 예주(지금의 경북 영해)에 배치하여 관가에서 그들에게 식량을 제공하고 그 지방에 영구히 편호하고자하는 바램을 수락해 주었다.
고려사 지리지에 따르면, 울릉도는 고려의 행정구역상으로는 동계의 울진현에 소속된 섬이었으나, 여진 피해로부터 세금 감면의 대상이 아닌 점이나 감창사나 안무사, 혹은 작목사 등의 중앙정부 관리를 수시로 파견한 점으로 미루어볼 때 울진현의 울릉도에 대한 행정이 정상적으로 작동하지 않았다는 것을 유추할 수 있다. 한편, 우산도가 울진현의 속도에 포함되었다는 명시적인 기록은 아직까지 발견되지 않았다.
울진현(蔚珍縣)은 원래 고구려의 우진야현(于珍也縣; 고우이군이라고도 한다)이다. 신라 경덕왕이 지금 명칭으로 고쳐서 군으로 만들었다. 고려에 와서 현으로 낮추고 현령을 두었다. 여기에는 울릉도가 있다. 이 현의 정동쪽 바다 가운데 있다. 신라 때에는 우산국, 무릉(武陵) 또는 우릉(羽陵)이라고 불렀는데 이 섬의 주위는 100리이며 지증왕 12년에 항복하여 왔다. 태조 13년에 이 섬 주민들이 백길･토두를 보내 방물을 바쳤다. 의종 11년에 왕이 울릉도는 면적이 넓고 땅이 비옥하며 옛날에는 주현을 설치한 일도 있으므로 능히 백성들이 살 수 있다는 말을 듣고 명주도 감창(溟州道監倉)인 김유립(金柔立)을 파견하여 시찰하게 하였다. 유립이 돌아와서 보고하기를 “섬에는 큰 산이 있으며 이 산마루로부터 바다까지의 거리는 동쪽으로는 1만여 보이며 서쪽으로는 1만 3천여 보, 남쪽으로는 1만 5천여 보, 북쪽으로는 8천여 보인데 마을이 있던 옛 터가 7개소 있고 돌부처, 철로 만든 종, 돌탑 등이 있었으며 시호(柴胡) 호본(藁本), 석남초(石南草) 등이 많이 자라고 있었습니다. 그러나 바위와 돌들이 많아서 사람이 살 곳이 못됩니다”라고 하였으므로 이 섬을 개척하여 백성들을 이주시키자는 여론은 중지되었다. 혹자는 말하기를 우산과 무릉은 원래 두 섬인데 서로 거리가 멀지 않아서 날씨가 맑으면 가히 바라볼 수 있다고도 한다](｢고려사｣ 권58, 지12 지리3 동계 울진현).

고려 후기에는 울릉도가 유배지로도 이용되기도 하였는데(｢고려사｣ 권91, 열전4, 영흥군 환; ｢고려사절요｣ 신창 원년 9월), 이 점으로 볼 때 고려 후기에는 적어도 울릉도는 고려의 지방행정체계의 범주에 포함되었음을 알 수 있다.

### 조선 초
우산국과는 고려 때까지 조공관계가 지속되다 11세기 초에 여진의 침구(侵寇)를 받은 우산국 사람들이 본토로 피난한 이후부터 고려의 직할 구역이 됐다. 이는 조선시대에도 지속되었다.
조선 초기 세금을 내지 않으려 주민들이 울릉도로 이주하자, 1416년(태종 16년) 조정은 섬의 주민을 강제적으로 본토로 이주시켰다(일본 측은 이를 공도 정책(空島 政策)이라고 하나, 한국 측은 이를 쇄환 정책이라고 한다). 이듬해 울릉도(당시 이름 무릉도)의 주민 3명을 이주시킨 것을 비롯하여, 여러 차례 무릉도 일대의 주민을 이주시켰다.
그러나 대한민국 학자들은 쇄환정책 이후에도 조선에서 관리가 파견되어 순시 수토제도를 통해 이 섬을 지속적으로 관리했다고 주장한다.

### 《세종실록》 지리지와 팔도총도
1454년(단종 2년)에 편찬된 《세종실록》 지리지의 〈울진현조〉 부분에 동쪽 바다의 무릉과 우산의 두 섬을 언급한다.
| “ |  | ” |

일반적으로 이 내용은 다음과 같이 해석된다.
| “ | 우산과 무릉 두 섬이 현의 정동 (방향) 바다 가운데(海中)에 있다. 두 섬이 서로 거리가 멀지 않아 바람이 불고 청명한 날씨면 바라볼 수 있다. 신라에서는 우산국이라 불렀다. | ” |

신증동국여지승람의 팔도총도에 우산도가 그려져 있다. 이 지도에서 우산도는 울릉도 동쪽에 우산도(독도) 울릉도 서쪽에 위치해 있다(울릉도 서쪽에는 섬이 없다. 이는 단순한 지도 제작의 오류로 보이며 본 지도는 정밀 묘사 지도가 아니다).

1530년에 조선에서 펴낸 팔도총도에는 우산도가 실제의 이 섬의 위치와는 반대인 울릉도 서쪽에 그려져 있다. 그러나 이 지도의 정밀 묘사 수준과 당시 지도 제작 수준으로 볼때 이 지도가 실측으로 그린 지도는 아니라고 볼 수 있다.
각각 현재의 독도와 울릉도에 해당되는 두 섬이 울진 정동쪽에 있으며, 두 섬의 거리는 “서로 멀지 않아 날씨가 맑으면 볼 수 있을 정도”였다고 대한민국 학자들은 주장한다.
일본의 학자들은 이를 《신증동국여지승람》에 “우산도와 울릉도가 한 섬이라고도 한다”라는 주석을 근거로 우산도는 울릉도 부근의 죽도라고 주장한다. 또한, 안용복 때의 조정도 이 부분을 그렇게 풀이했다고 주장한다.
박세당(1629~1703년)의 문집 중 울릉도에서 들은 이야기로 “우산도는 날씨가 매우 맑지 않거나 최고 정상에 오르지 않으면 보일 수 없다”라는 내용이 기록되어 있다. 한국 학자들은 죽도·관음도는 울릉도에서 높이 올라가지 않거나 날씨가 흐려도 육안으로 볼 수 있는 섬이기 때문이라는 것을 근거로 이 기록이 ’우산도’는 분명 울릉도와 같은 섬이 아니라는 사실과 죽도나 관음도처럼 울릉도와 인접한 섬도 아니라는 사실을 입증하고 있다고 주장한다. 또한 한국 학자들은 이를 인용하여 ‘우산도’가 될 수 있는 섬은 이 섬 밖에는 없다고 주장한다.

## 17세기 ~ 18세기
오야 규에몬(大谷九右衛門)이 쓴 《죽도도해유래기발서공(竹島渡海由来記抜書控)》에 따르면, 1618년 에도 막부가 호키국(지금의 돗토리현)의 어부 가족인 오야(大谷) 집안과 무라카와 집안에게 울릉도로 건너갈 수 있는 허가를 내 주었다고 한다. 당시 일본에서는 이 섬을 ‘마쓰시마’(松島, まつしま), 울릉도를 ‘다케시마’(竹島)으로 불렀다. 대한민국 학자들은 당시에도 울릉도와 이 섬이 조선의 영토였으므로 이 허가에는 근거가 없으며, 또한 근거가 있다 하더라도 번에서 번으로 건너가는 일은 번주의 권한이므로 막부에게 허락을 구했다는 말은 곧 다른 나라로 건너가는 허가를 구했음을 뜻한다고 주장한다. 두 집안은 1696년까지 혼슈와 울릉도를 오가며 울릉도 근해에서 조업을 했다. 그러나 일본 공식 문서에는 이 사실이 나타나 있지 않았다고 나이토 세이추 시마네 대학 명예교수가 주장했다.
임진왜란 이후 조선왕조의 통치력이 약화된 틈을 타서 일본인들은 울릉도를 죽도(竹島 · 다케시마) 혹은 의죽도(磯竹島 · 이소다케시마)로 독도를 송도(松島)라 부르면서, 울릉도 · 독도 등지에서 고기를 잡거나 나무를 도벌하기 시작했다.
이에 1613년(광해 6) 조선조정에서는 대마도주에게 공문을 보내 일본인의 울릉도 등지에 대한 왕래를 금하게 하였다. 그러나 1618년(광해 10)에는 호키 주(伯耆州) 요네코(米子)의 상인 오타니(大谷), 무라카와(村川)가문이 에도의 도쿠가와 막부(江戶 德川幕府)로부터 정식 면허(竹島渡海免許)를 받는 등 일본인의 울릉도 · 독도에 대한 침구는 계속되었다.
한편 정부의 금지조치에도 불구하고, 조선의 어부들은 조상대대로 내려온 어장인 울릉도 · 독도 근해에서 고기잡이를 계속하고 있었다.
이와 같은 상황에서 조선과 일본의 어부들은 종종 충돌하게 되었으며, 급기야 1693년(숙종 19) 안용복(安龍福)과 박어둔(朴於屯)을 중심으로 한 동래 · 울산 어부 40여 명이 울릉도에서 오오따니 가문의 일본 어부들과 충돌하게 되면서, 1699년(숙종 25)까지 약 6년 간에 걸쳐 두 나라간 울릉도 · 독도 영유권에 대해 외교문서가 오가는 논쟁이 발생하게 되었다. 이 논쟁은 울릉도를 죽도(竹島-다께시마)라 칭하고 마치 별개의 섬인양 하여, 울릉도 점령의 근거를 얻어내려 한 대마도주의 계략을 사서(史書)와 안용복의 증언 등을 통하여 간파한 조선 조정의 강력한 대응으로 "이후 다시는 울릉도 등지에 왕래하지 않겠다"는 일본 막부의 약속을 받아냄으로써 종결되었다.
이 사건의 과정과 결과가 중요한 것은 다음과 같은 이유 때문이다.
첫째, 17세기 말엽에 양국 최고 통치기구에서 공식적으로, 독도가 울릉도의 부속도서이며 두 섬이 조선의 영토라는 점을 분명히 하였다는 것과, 독도가 우리의 땅이라는 것은 당시 일반 백성들도 잘 알고 있었다는 것이다.
조선조정에서 일본에 보내어진 서계에는 한결같이 ‘울릉도와 독도가 지금은 비워져 있지만 옛부터 내려온 조선의 영토’임을 분명히 하였고, 1차 충돌 후 납치되어 간 안용복의 당당한 항의에, 에도 막부에서는 면밀한 검토 끝에 ‘울릉도(竹島)와 우산도(于山島-松島 : 독도)는 조선의 영토’라는 서계를 써 주었다.
2차 충돌시 일본인들은 "우리들은 본디 송도(松島: 당시 일본인들은 울릉도를 竹島, 독도를 松島라 칭하였다)에 사는데 우연히 고기잡이 하러 나왔다. 이제 있던 곳으로 돌아갈 것이다"라는 말에, 안용복은 "송도는 자산도(子山島: 당시 조선에서는 독도를 于山島로 칭하였는데 ‘于’자가 ‘子’ · ‘干’ · ‘千’자 등으로 표기되기도 하였다)로서, 그것도 우리 나라 땅인데 너희들이 감히 거기에 사는가?"라는 대답에서 당시 독도가 우리의 땅이라는 것을 너무나 당연시하고 있던 모습을 볼 수 있다.
현재 일본인들은 안용복 사건이 울릉도에 국한된 것이라 주장하고 있지만, 위와 같은 점을 볼 때, 이 사건은 그 자체로 이미 17세기 말엽에 독도의 영유권논쟁이 종결되었음을 말해주는 것이다.
둘째, 이 사건이 종결된 이후 그 결과가 양국간 영토의식과 그 경계 획정에 끼친 영향이 컸다는 것이다.
조선에서는 울릉도 · 독도 등지에 대한 순찰을 강화하였다. 지금까지의 안일한 태도를 버리고, 2년마다 한번씩 정기적인 순찰을 행하게 되었다. 사정에 따라 격년을 지키지 못할 때도 있었지만 평균 5년내에 1회씩의 순찰은 한말 울릉군수가 파견될 때까지 꾸준히 지속되었다.
일본에서는 이 사건의 결과로 울릉도 · 독도가 조선의 영토임을 인정하고, 이후 일본 제국주의의 팽창이 본격화되기 전까지 일본의 서쪽 경계를 오끼섬 까지로 한계짓게 되었다. 1696년 호키 주(伯耆州) 태수가 작성한 {이소다케시마 각서(磯竹島覺書)}와 1785년 하야시(林子平)의 삼국접양지도(三國接壤地圖), 1881년 기타자와(北澤正誠)가 작성한 {竹島考證} · {竹島版圖所屬考} 등은 이러한 사실을 증명해 주는 일본측 자료들이다.
1693년 어부 안용복이 울릉도로 갔다가 일본 어부를 보고 조업에 대해 항의하다가 일본인에게 붙잡혀간 이후 조정과 일본 막부에 서신이 오고 갔고, 1697년에도 막부는 울릉도에 출어를 금지시키겠다는 서신을 조정에 보냈다. 일본 학자들은 여기에 이 섬에 대한 언급은 없다고 주장한다.

동국대지도. 제일 오른쪽에 우산도가 그려져 있다.

1770년경에 만들어진 정상기의 동국대지도의 제일 오른쪽에는 우산도가 그려져 있다.
1779년 “나가쿠보 세키스이(長久保赤水)의 〈개정일본여지로정전도〉(改正日本輿地路程全圖, 1779년 초판) 등 울릉도와 다케시마를 한반도와 오키 제도 사이에 정확하게 기재하는 지도가 다수 존재한다”라는 점을 들어 옛날부터 다케시마 섬의 존재를 인식하고 있었다고 일본 외무성에서는 주장한다. 이에 대해 나이토 세이추 교수는 “나가쿠보 세키스이의 지도에는 분명히 울릉도와 다케시마가 기재돼 있지만 다른 나라 비슷하게 취급해 채색도 되지 않았다”라고 주장했다. 그는 “〈삼국통람도해〉(三國通覽圖解)(1785년)의 부록 〈삼국접양도〉(三國接洋圖)에는 다케시마에 대해 ‘조선의 것’이라는 주석을 다는 등 조선 영토임을 분명히 했고, 에도시대의 관찬지도(정부지도)에도 다케시마는 나와 있지 않다”라고 주장했다.
18세기 중엽에 편찬된 신경준(申景濬)의 《강계고》(彊界考) 울릉도조에는 동해에 우릉도와 함께 우산도가 있다는 것, 《여지지》(輿地志)의 기사임을 들어 우산·울릉은 두 섬으로 하나가 일본측에서 부르는 송도이며, 모두 우산국 소속이라는 것 등을 기록하고 있다고 대한민국 학자들은 주장한다. 또한 《여지지》는 17세기 중엽인 1656년에 유형원(柳馨遠)에 의하여 저술된, 지금의 실전(失傳)하는 지리서이며, 우산도는 일본측이 부르는 송도라고 확실하게 언급하였다고 한국 학자들은 주장한다.

## 19세기
도쿄 대학 부속도서관에 있는 울릉도 도해에 관한 사료인 울릉도도해일건기는 1836년 체포된 하치에몬이 직접 진술했던 막고의 재판기록이다. 기록속에는 도해계획과 과정이 상세히 담겨있다. 울릉도도해일건기는 막고의 재판기록으로 일본에서도 중요한 사료로 취급된다. 지도는 간략하면서도 자세하다. 조선과 죽도(울릉도), 송도(이 섬)는 같은 붉은색으로 칠해졌다. 당시 일본에서는 이 섬을 송도, 즉 소나무섬, 울릉도를 죽도, 즉 대나무섬이라고 불렀다. 반면 오키 제도와 일본 영토는 흰색(약간 노란색)으로 칠해졌다. 양국의 영토는 확연히 구분되어있다. 하마다 시립도서관에 보관되어 있는 조선죽도 도항시말기는 하치에몬 도해계획부터 사형까지의 기록되어 있는 책이다. 이 책의 지도는 좀 더 상세하다. 이 책에도 일본은 흰색, 울릉도와 이 섬 그리고 조선은 붉은색으로 칠해져 있다. 한국 학자들은 이 지도들을 근거로 당시 에도 막부가 독도를 조선의 땅으로 인식했다고 주장한다.
1849년 프랑스 포경선 리앙쿠르 호의 선원들이 서양인으로는 처음으로 이 섬을 발견하고 섬에 선박의 이름을 붙였다. 이후 같은 방법으로 1854년에 러시아 군함의 이름을 따서 ‘마날라이 올리부차 섬(Manalai and Olivutsa Rocks),’ 1855년에 영국 선박의 이름을 따서 ‘호넷 바위섬(Hornet Rocks)’이라는 이름이 붙었다. 하지만 20세기에 출판한 지도에서 쓰이는 표기 중에서 한국과 일본에서 불리는 이름을 빼면 리앙쿠르 암초가 대부분이다.
1870년에는 1869년 조선에 파견되었던 일본 외무성 관리 3명이 돌아와 일본 제국 정부에 〈조선국교제시말내탐서〉(朝鮮國交際始末內探書)를 제출하였다. 이 내탐서에는 죽도(竹島, 울릉도)와 송도(松島, 이 섬)가 조선 영토가 된 시말(始末)에 대해 조사하고 울릉도와 이 섬은 조선령이라고 결론지었다고 한국 학자들은 주장한다.
1877년에는 당시 일본 제국 정부의 최고 권력기관이었던 태정관(太政官)이 〈태정관 지령문〉(太政官指令文)을 통해 울릉도와 이 섬을 조선 영토로 인정하였다고 한국 학자들은 주장한다. 일본 내무성은 1876년 전국의 지적을 조사하고 지도를 만들기 위해 각 현에 조사를 지시했다. 그 해 10월 16일 시마네 현은 울릉도와 이 섬을 시마네 현의 지도와 지적 조사에 포함시킬 것인가를 내무성에 문의했다. 내무성은 17세기 말 조선과 주고 받은 왕복 문서와 기록들을 모두 조사했다. 내무성은 5개월 간의 조사 결과 이 문제는 이미 1699년에 끝난 문제로 울릉도와 이 섬은 조선 영토이며 ‘본방(本方=일본)과는 관계가 없다’고 결론짓고 일본 지도와 지적 조사에서 제외하기로 결정했다고 한국 학자들은 주장한다.
1881년 일본 외무성이 기타자와(北澤正誠)에게 지시하여 펴낸 책인 《죽도고증》(竹島考證)(상/중/하)에 따르면 “송도는 조선의 울릉도이며, 죽도는 바로 옆의 작은 섬, 즉 죽도(일본에서 말하는 竹嶼)이다”라고 밝히고 있다. 또한 “금일 송도는 바로 겐로쿠(元祿) 12년 칭한 바의 죽도로서 고래로 아(我)의 판도(版圖) 외의 땅임을 알 것이다”라고 밝혔다. 한국 학자들은 이 점을 들어 일본 제국에서 이 섬이 일본 판도 바깥임을 명시하였다고 주장한다.
1883년 일본 해군성이 발행한 《현영수로지》(寰瀛水路誌)제2권(1883년 3월)에서 이 섬을 울릉도(鬱陵島)와 동일 항목에 넣어 울릉도의 부속 도서로 인정하였고, 이는 1886년에 발행한 같은 책 제2판(397~398쪽)에서도 마찬가지라고 한국 학자들은 주장한다.
1892년 일본 제국의 중촌종미당(中村種美堂)은 《만국신지도》(萬國新地圖)의 지리통계표 조선 편에 울릉도와 이 섬을 조선 영토로 표기하여 발행하였다고 한국 학자들은 주장한다.
1899년 일본 해군성이 《현영수로지》 대신 국가별 수로지를 발간하였는데, 이 때, 이 섬을 《조선수로지》(朝鮮水路誌) 제2판(1899.2.; 「リヤンコールト」列岩; 263~264쪽)에 수록하였다고 한국 학자들은 주장한다.
1900년(광무 3년) 10월 25일, 대한제국 정부는 칙령 41호를 공포하여 울릉도를 강원도의 군으로 승격하고, 이 울릉군의 관할 구역으로 석도(石島)를 포함시켰다. 그리고 이를 대한제국 관보를 통해 공포하였다. 일본 학자들은 석도가 이 섬을 가리킨다고 하는 근거가 없다고 주장하고 있다. 일본 측의 주장은 울릉도에 살았던 조선인이 수천년간 이 섬의 존재를 모르고 살았다는 의미인데 이에 대해 대한민국 측은 석도는 독도가 맞다고 주장한다. 또한 대한민국 측은 일본 학자들은 무엇이 석도인지 지적하지 못하고 있는 점을 비판하고 있으며, 일본 제국이 1906년 3월 28일에 이 섬을 영토로 편입한 사실을 울도(울릉도) 군수에게 알렸을 때 울도 군수는 본섬(이 섬)이 일본에 편입되려고 한다고 항의하는 서한을 중앙 정부에 올렸던 것으로 볼 때 이 시기까지 한반도의 사람이 이 섬을 모르고 살았다는 주장은 터무니 없다고 주장한다.
러일 전쟁이 진행 중이던 1904년 8월 일본 제국 정부는 동해안에서 러시아 군함 활동을 정찰하기 위한 목적으로 울릉도와 이 섬에 군사용 망루를 설치하려고 했다. 1905년 1월 28일 일본 내각 회의에서 ‘다케시마’(이 이름에는 혼동이 있으며 아래 문단을 참조)를 시마네현 오키 섬 쓰카사의 소관으로 지정하였으며 같은 해 2월 22일에는 섬을 무주지로 간주하고 일본 제국 영토로 편입하는 내용의 시마네 현 고시 제40호를 발표했고, 6월 5일에 관보(官報)에 ‘다케시마’(竹島)라고 명시하여 공포하였다. 하지만 당시까지 도서를 불법으로 일본영토로 편입할 때 내각회의를 거쳐 관보와 신문에 고시해온 관행(慣行)과 달리, 유독 이 섬의 경우, 소위 시마네 현 고시 제40호는 당시 일본 제국의 104개 신문 중 어디에도 고시되지 않았고, 넉 달이 지난 6월에서야 관보로 고시하였다. 더구나 그 뒤로도 70년이 넘도록 시마네 현은 현(県) 지도에 이 섬을 넣지 않았다. 이에 대해 일본 외무성은 “1905년 다케시마를 시마네현에 편입해 다케시마 섬의 영유 의지를 재확인했다.”라고 주장하였다. 나이토 세이추 교수는 일본 정부의 관리들이 조선 쪽에 강치잡이 대하원(이용 청원)을 내려고 했던 업자를 유인해 영토편입 대하원을 내게 하는 공작을 펼쳐, 러일 전쟁을 위해 이 섬을 불법 편입하려고 했다고 주장했다.
당시 일본에서는 ‘마쓰시마’와 ‘다케시마’라는 이름 사이에 혼란이 있었다. 1905년 이전에는 ‘마쓰시마’가 이 섬을 가리키는 말이고 울릉도를 ‘다케시마’라 불렀지만, 1905년 이후의 지도는 대부분 반대로, 곧 울릉도를 ‘마쓰시마’, 이 섬을 ‘다케시마’로 표기하고 있다. 당시 이 섬의 한국어 이름은 ‘석도(石島)’였고 전라도 출신의 울릉도 이주민들은 ‘독섬(호남 사투리로 ‘돌섬’이라는 뜻)’이라고 불렀다.
또한 시마네 현 고시 제40호에서는 무주지선점론(無主地先占論)에 따라 “다케시마 섬은 1905년 당시 주인없는 땅(無主地)이었으므로 일본이 무주지(無主地)를 선점(先占)할 경우 영토 획득으로 인정받을 수 있다는 국제법상 요건을 충족시켜 시마네 현에 편입시킨 합법적인 일본의 영토”라는 밝히고 있으며, 국제법적으로 정당한 영토 편입이라는 중요한 증거로서 그 고시를 내세우고 있다. 그러나 대한민국의 학자들은 이 섬은 무주지도 아니었으며, 일본조차 《죽도고증》(竹島考證)(상/중/하) 등을 통해 조선의 영토임을 알고 있었다고 반박한다.
게다가 당시 일본 내무성은 러일전쟁이 종결되기 전에 이 섬을 편입시키는 것은 열강에게 ‘일본이 한국 병탄의 야심이 있지 않은가’라는 의심을 갖게 할 위험이 있다고 영토 편입을 반대하였다. 대한민국의 학자들은 이 사실을 들어 이 섬의 일본 편입은 한국 영토의 일부를 일본 영토로 편입하는 행위임을 일본 내무성 스스로가 인정하였다는 근거로 쓰인다고 주장한다.
국제법에서 일컫는 선점(先占)의 경우, 무주 지역을 자국의 영역에 편입한다는 사실을 국내외에 공표하게 되어 있는데, 일본은 정상적으로 공포하지 아니하였다. 현재 이 고시의 원본은 유일하게 시마네현청에 단 1장 보관되어 있는데, 이 문건은 1905년 2월 22일 당시 시마네 현에서 발간됐던 시마네 현령(島根県令)이나 시마네 현 훈령(島根県訓令) 어디에도 수록돼 있지 않으며, 더구나 이 문건에는 “회람”(回覽)이라는 주인(朱印)이 선명하게 찍혀 있다. 다시 말해 이것은 영토의 합법적 편입을 밝히는 “고시”라는 일본의 주장과는 달리 단순히 관계자 몇몇이 돌려보는 ‘회람’일 뿐이며, 이는 또한 선점이 공표되어 진행되지 않고 몰래 진행되었음을 알려주는 증거가 된다고 대한민국의 학자들은 주장한다.
울도(울릉도) 군수 심흥택은 1906년 3월 28일에 일본이 이 섬을 영토로 편입한 사실을 알게 되었고, 이튿날 강원도 관찰사를 통해 대한제국 정부에 이 사실을 보고했는데, 이 보고에서 처음으로 섬의 이름을 ‘독도(獨島)’로 썼다. 대한제국 참정대신이 일본에 공식적으로 항의한 것은 그 뒤였다. 일본 학자들은 한반도에서 발행하던 신문에서도 독도 편입에 대한 비판이 있었음에도 불구하고 정부가 1년 동안 아무 공식적인 비난을 하지 않았다고 지적하지만, 대한민국 측에서는 이것이 1905년 11월 맺어진 을사조약을 전후로 일었던 혼란 때문이었다고 주장한다.
한편 1905년 출간된 《한국신지리》(일본어: 韓国新地理)나 같은 해 9월 출간된 《제국 백과사전》(일본어: 帝国百科全書)에 수록된 지도와 같이 시마네 현 고시가 발표된 지 몇 달 뒤에 출판된 일본 지도에는 이 섬을 일본에 속해 있는 영토로 표시하지 않고 있다. 또한 대한민국 학자들은 울릉도를 가리키는 말이었던 ‘다케시마’를 시마네 현 고시에 쓴 것은 잘못된 것이며, ‘마쓰시마’와 ‘다케시마’라는 이름 사이에 혼란이 있었던 사실도 당시 일본이 이 섬에 대한 영토 의식이 없었다는 것을 나타낸다고 주장한다.
1907년 일본 해군성이 펴낸 《조선수로지》(일본어: 朝鮮水路誌) 제2개판에서는 다케시마(竹島, Liancourt rocks)에 관한 내용을 451쪽부터 454쪽까지 수록하였으며 이는 일본이 대한제국을 병합한 뒤인 1933년에 펴낸 《조선연안수로지 (조센엔간수이로시)》(일본어: 朝鮮沿岸水路誌)에 그대로 이어진다.
1928년 발간한 일본 소학교의 역사부도는 러일 전쟁 당시 상황을 설명하는 부분에서 일본 영토를 빨간색으로 표기한 반면 이 섬은 조선과 같은 색인 보라색으로 표시했다. 소학교 5학년부터 고등학교 2학년을 대상으로 가르치는 이 책은 일본의 국정교과서를 배급하는 회사에 출판됐고, 당시 도쿄 제국대학의 역사 전공 교수가 감수했다.
1933년에 일본 해군이 작성한 《조선연안수로지》와 같은 지도에는 이 섬이 조선 지역으로 들어가 있다. 조선총독부가 1936년 펴낸 지도인 〈육지측량부발행구역일람도〉와 1943년에 출판된 교과서, 1945년 7월에 펴낸 〈해동지도〉에는 이 섬이 조선 지역의 땅으로 나와 있다. 이것이 이 섬이 조선의 영토였다는 생각을 가지고 있었기 때문이라고 볼 수도 있지만 한편으로는 그 당시 일본 제국이 한반도에 대한 통치권을 갖고 있었으므로 이 섬을 한반도 쪽으로 분류하는 것이 편하다고 판단한 것이라고 볼 수도 있다.

## 1946년 ~ 1950년
1945년 8월 15일 일본은 포츠담 선언을 수락하고 연합국에 무조건 항복하였다. 1946년 1월 29일 패전한 일본을 통치하던 연합군 최고사령부(Supreme Commander of Allied Powers)는 일본 정부에 지시령(SCAPIN) 제677호 〈약간의 주변지역을 정치상 행정상 일본으로부터 분리하는 것에 관한 각서〉에서 일본의 영토를 다음과 같이 지정하고 있다.
For the purpose of this directive, Japan is defined to include the four main islands of Japan (Hokkaido, Honshu, Kyushu and Shikoku) and the approximately 1,000 smaller adjacent islands, including the Tsushima Islands and the Ryukyu (Nansei) Islands north of 30° North Latitude (excluding Kuchinoshima Island); and excluding (a) Utsuryo (Ullung) Island, Liancourt Rocks (Take Island) and Kuelpart (saishu or Cheju) Island, (b) the Ryukyu (nansei) Islands south of 30° North Latitude (including Kuchinoshima Island), the Izu, Kanpo, Sonin (Ogasawara) and Volcano (Kazan or Iwo) Island Groups, and all other outlying Pacific Islands including the Daito (Ohigashi or Gagari) Islands Group, and Parace Vela (Okino-tori), Kercus (Kinami-tori) and Canges (Nakano-tori) Islands, and (c) the Kurile (Ohishima) Islands, the Habomai (Hapomazo) Islands Group (including Suisho, Yuri, ?ki-yuri, ?hibotsu and Taraku Islands) and ?oikotan Island.

하지만 이 지시령에는 ‘포츠담 선언 제8항에서 언급된 부속도서에 대한 최종적인 결정’이 아니라고 쓰여 있다. 실제로 (b)에 명시된 섬은 이후에 다시 일본으로 반환됐지만, 이 섬과 함께 (a)에 명시되어 있는 울릉도와 제주도는 조선의 영토였기 때문에 대한민국 정부가 수립되고 나서 계속 영유권을 갖게 되었다.
샌프란시스코 강화조약의 1차 초안부터 5차 초안까지는 이 섬이 한국의 영토라고 되어 있었으나, 1949년 12월 29일에 작성된 6차 초안에는 이 섬이 일본의 영토라고 되어있다. 그러나 결국 최종안에는 아예 독도에 대한 언급이 실리지 않았다.
1951년 8월 10일 미국은 러스크 서한을 대한민국에 보냈다. 이 문서는 대한민국과 일본 간의 주권에 대한 미국 정부의 최종 답변으로, 이 섬을 일본의 영토로 표기하였다.
1946년 6월 22일 지시령 1033호 〈일본의 어업 및 포경업의 허가구역에 관한 각서〉는 어떤 일본 국적의 어선도 이 섬 부근 12해리 이내의 선 이내로 넘어갈 수 없도록 제한했다. 이 선은 사령관의 이름을 따서 이른바 ‘맥아더 라인’이라 불렸다.
1947년 8월 대한민국에서는 한국 산악회 주최로 울릉도와 독도에 대한 1차 학술 조사가 실시되었고, 1948년 8월 15일 대한민국 정부가 수립되면서 동시에 이 섬은 경상북도 울릉군 울릉읍 도동리 산 42-76번지로 행정구역이 정해졌다.
1948년 6월 30일에 미국 공군의 폭격 연습으로 독도 근해에서 출어 중인 어민 수십 명이 희생되어 1951년 1월 6일에 위령비가 건립되었다. 일본 정부는 이 점을 지적하며 연합군이 이 섬을 일본 영토로 간주했다고 주장하고 있다. 그러나 대한민국 정부는 이에 강력히 항의했고 당시 미국 공군 사령관이 이 섬을 미국 공군 연습기지에서 제외한다는 회답을 1953년 2월 27일에 대한민국 정부에 보내왔다. 이에 따라 대한민국에서는 미국 정부가 대한민국 정부에 회답하였음을 들어 이 섬이 대한민국의 영토임을 재확인하였다고 주장한다.
1950년 한국 전쟁이 일어나자 유엔군이 대한민국의 영토를 영공에서 방위하기 위해 설정해서 현재까지 사용하고 있는 한국방공식별구역(韓國防空識別區域, 영어: Korean Air Defense Identification Zone, KADIZ)에 따르면, 국제 연합군(United Nations force)은 KADIZ 안에 이 섬을 포함시켰고 현재도 이 섬을 대한민국 영토로 방어하고 있다. 대한민국 정부는 이 사실을 들어 국제 연합군 공군도 이 섬을 대한민국 영토로 간주하고 있었다고 주장한다.

## 1951년 ~ 1960년
1951년 6월 20일에는 주한 미군 존 B. 콜터 중장이 서신을 통해 대한민국 장면 국무총리에게 미 공군이 이 섬을 훈련용으로 사용할 수 있게 해달라고 요청했다. 7월 7일 주한 미8군 육군 부사령관실이 주한 미사령관에게 보낸 보고서에 “장면 총리뿐 아니라 이 섬을 관할하는 내무장관도 이를 승인했다”라고 언급하였다.
1951년 9월 8일 일본과 연합국은 샌프란시스코 조약을 조인하면서 전쟁을 공식적으로 끝냈다. 이 조약은 일본이 권리를 포기해야 하는 한반도의 섬으로 제주도, 거문도, 울릉도를 명시하고 있지만, 이 섬은 한반도의 다른 3167개의 도서와 함께 언급하고 있지 않다. 1952년 일본의 마이니치 신문도 이를 보도하면서 지도에서 이 섬을 대한민국의 영토로 표시했다.
1952년 1월 18일에 대한민국 정부는 ‘인접 해양 주권에 관한 대통령 선언'을 발표하면서 이 섬을 평화선 안에 포함시켜 보호하도록 했다. 일본 측은 이에 항의하며 대한민국 측에 독도에 대한 한국 영유권을 부정하는 외교 문서를 보냈다. 이후부터 이 섬은 국제 사회에서 분쟁 지역으로 보이기 시작하였다.
1953년 1월 12일 대한민국 정부는 평화선 내로 출어한 외국 어선에 대한 나포를 지시하였다. 그 이후부터 일본 어선에 대한 총격과 나포 사건이 잇따르게 되었다. 2월 4일에는 일본의 어선의 일본인 어로장이 한국 경비정의 총격으로 사망하기도 했다. 일본 측에서는 한일 관계 정상화 이전까지 총 328척의 배가 포격 당하여 44명의 사상자를 냈으며, 일본인 3929명이 억류되었다고 주장한다.
1953년 4월 27일 울릉도 주민 홍순칠을 중심으로 33명의 독도의용수비대가 결성되었다. 6월 27일에는 미국 선박으로 위장한 배를 타고 상륙한 일본인이 조난어민 위령비를 파괴하고 ‘일본 시마네현 오키군 고카 촌’이라는 내용의 영토 표식을 하면서 대한민국에 항의하였다. 이에 따라 7월 12일 대한민국 국회는 이 섬을 일본으로부터 지킬 것을 결의했고, 독도 의용 수비대는 1956년 12월 30일(4월 8일이라는 설도 있음) 대한민국 경찰이 경비 임무를 인수할 때까지 이 섬에 상주하게 되었다. 이후 섬에 대한 일반인의 출입이 금지되었다.
1953년 8월 5일에 독도 영토비가 건립되었으며 1954년 1월 18일에는 영토 표지가, 8월 15일에는 무인 등대가 설치되었다. 1954년 9월 25일에는 일본 정부가 국제사법재판소에 영유권 분쟁의 최종 결정을 위임하자고 대한민국 정부에 제안했지만, 대한민국 정부는 “독도는 명백히 대한민국의 영토인데 국제사법재판소에 위임하는 것은 현명치 못한 일”이라고 하며 10월 28일에 거부하는 서한을 발표했다.

## 1961년 ~ 현재
1965년 6월 대한민국 정부는 한일 국교 정상화와 동시에 평화선에서 규정한 어업 경계선을 대신하는 한일어업협정을 맺었다. 당시에는 대한민국과 일본 양국이 이 섬의 영유권을 서로 주장하고 있었으므로 이 섬에 관한 사항은 협정에 포함되지 않았다. 협상을 하는 과정에서 일본의 이세키 유지로 당시 국장이 김종필 당시 대한민국 중앙정보부장에게 이 섬을 폭파하자는 제안을 하기도 했다.
1981년 8월 28일 새벽 5시 50분 일본 순시선 PC114 오키호가 독도 등대 앞 동쪽 500 m 해상까지 접근, 승무원 10여 명이 10분간 쌍안경으로 섬 등대를 관찰하고 돌아갔다. 같은 해 대한민국은 이 섬에 헬리콥터 이착륙 시설을, 1993년에는 레이다 기지를 설치했으며 1997년 11월 24일에는 500톤급 선박을 이용할 수 있는 접안 시설과 어민 숙소를, 1998년 12월에는 유인 등대를 설치하였다. 이와 같이 대한민국이 이 섬에 관련 시설이나 기념물을 세울 때마다 일본 외무성은 대한민국 정부에 항의의 뜻을 전달했다.
대한민국과 일본은 1998년 한일어업협정을 맺었는데, 그 결과 이 섬이 한일 배타적 경제 수역 안에 놓이게 되었다. 이에 대해 섬의 영유권이 침해당했다며 헌법재판소에 헌법소원 심판이 청구되었는데, 헌법재판소는 “어업을 위해 양국이 정한 수역과 섬의 영유권 내지는 영해 문제는 서로 관련이 없다” 하여 이를 기각했다.
2000년 3월 20일 울릉군 의회가 이 섬의 행정구역을 변경하는 내용의 조례를 통과시켰다. 이에 따라 2000년 4월 1일부터 독도의 행정구역이 “경상북도 울릉군 울릉읍 도동리 산 42-76번지”에서 “경상북도 울릉군 울릉읍 독도리 산 1-37번지”로 바뀌었다.
2005년 1월 14일 일본 시마네현 의회는 100년 전 이 섬을 일본 영토로 편입함을 고시한 2월 22일을 다케시마의 날로 정하는 조례안을 제정하여 2월 23일에 의회에 상정했고, 3월 16일에 이 안을 최종 통과하였다. 대한민국 정부는 이에 항의하였고, 경상북도 도의회는 2005년 6월 9일, 10월을 독도의 달로 하는 조례안을 가결하였다. “경상북도 소속 공무원과 도가 기본 재산 등으로 2분의 1 이상을 출자, 출연한 법인 및 단체 임직원의 공무상 일본 방문을 규제할 수 있는 권한을 도지사에게 주는 것”과 “독도의 달을 10월로 하는 것”을 골자로 한다. 이는 2005년 6월 현재 심사와 공포 과정이 남아 있다.
2006년 10월 일본계 한국인인 호사카 유지 세종대학교 교수는 19세기에 이 섬을 한국땅이라고 표기한 일본의 고지도 2점을 공개했다(1882년 제작된 〈조선국전도〉(朝鮮國全圖)와 1883년에 제작된 〈대일본전도〉(大日本全圖)). 울릉도의 독도박물관을 방문하고 이 2개의 지도를 기증했다.

### 최근 동향
대한민국은 1948년 8월 15일 정부 수립 이후로 이 섬을 수복하여 실효 지배를 하고 있다. 대한민국 정부는 국제법상 평화적인 지배를 계속하는 것이 영토권을 주장할 수 있는 가장 확실한 근거라고 판단하여 섬에 대한 외교적 공론화를 피해 왔다. 현재는 외교통상부와 국토해양부 홈페이지에 섬에 대한 분쟁 문제에 대응을 하고 있다.
2005년 이 섬에 호적을 두고 있는 양측 국민 수에 따르면, 대한민국에는 〈독도는 우리 땅〉을 부른 가수인 정광태 등 1,000여 명이 이 섬에 호적을 둔 데 비해 일본에는 26명이 이 섬에 호적을 두었다. 하지만 실제로 살고 있는 사람은 1991년부터 독도리 산 20번지에 살고 있는 김성도·김신열 부부 1세대 2명이다. 현재 대한민국 경찰이 국내 치안 담당의 일환으로 경비를 하고 있다.
2005년 4월 23일 김 아무개(당시 39세)와 송 아무개(당시 32세)는 동도에서 결혼식을 올려서 독도에서 결혼한 최초의 부부가 되었다. 대한민국 국회는 4월 26일 ‘독도의 지속 가능한 이용에 관한 법률안’을 의결하였으며 대한민국 해양수산부는 5년마다 섬 이용 기본 계획을 수립하기로 되었다.
종래 이 섬 문제에 대해 대부분의 일본인은 관심이 없었지만, 2000년대에 들어 대한민국으로부터의 이 섬에 대한 분쟁 문제 비판과 관련 화제로 다루는 경우가 증가하였다. 일본의 여론 조사에서는 ‘다케시마 섬은 일본의 영토라고 생각한다’라는 의견이 다수를 차지하며 일본 내부에서 ‘다케시마의 날’에 대해 비판하는 입장은 소수이다. 일본 언론도 2005년을 기점으로 섬에 대한 문제를 확대하여 영토 분쟁 지역으로 보도하고 있으며 시마네 현을 비롯한 주변의 현(県)이 연합하여 섬에 대한 영유권을 주장하고 있다.
일본은 이 섬 이외에도 러시아와의 쿠릴 열도 분쟁, 중국과의 센카쿠 열도 분쟁 등의 영토 문제를 갖고 있으며 대한민국 정부가 섬 문제를 국제사법재판소에 이양하여 결정하기를 바라고 있다. 이에 대한민국 정부는 “일본의 주장이 영유권 침범에 해당되는 문제며 독도는 한국 고유의 영토이므로 재판에 응할 이유가 없다”고 공식적으로 답하고 있다. 한편 국제 사회는 힘의 논리에 입각하기 때문에 국제사법재판소에서 어떤 결과가 나올지는 예상할 수 없으며 일본은 국제사법재판소에 다수의 일본인 판사를 배출했다. 또, 일본 정부는 중국과 센카쿠 열도(댜오위타이)를 둘러싼 영유권 논란 및 동해(일본해)의 명칭을 둘러싼 입장과는 달리 처신한다는 비판도 받고 있다.
2006년 대한민국의 노무현 대통령은 한일 관계 특별 담화를 발표하고 일본에 사과에 부합하는 행동을 촉구하였다. 그는 특별 담화에서 “독도 우리 땅입니다. 그냥 우리 땅이 아니라 40년 통한의 역사가 뚜렷하게 새겨져 있는 역사의 땅입니다. 독도는 일본의 한반도 침탈 과정에서 가장 먼저 병탄되었던 우리 땅입니다. 일본이 러일 전쟁 중에 전쟁 수행을 목적으로 편입하고 점령했던 땅입니다”라고 말하였다. 또한 일본이 독도에 대한 권리를 주장하는 것은 “제국주의 침략 전쟁에 의한 점령지 권리, 나아가서는 과거 식민지 영토권을 주장하는 것이기 때문에 독도는 완전한 주권회복의 상징”이라고 말하였다. 양국의 외교관계는 급랭하였고 노무현 정부는 주일대사를 소환하였다.
2008년 2월, 일본 외무성이 이 섬에 대한 일본의 영유권을 주장하는 책자를 발간하여 배포하자 대한민국의 동북아역사재단과 한국해양수산개발원은 이를 반박하는 자료를 발표하였다.
2008년 7월에는 일본 정부가 중학교 사회 교과서 학습지도요령 해설서에 이 섬을 일본 영토로 표기하여 2012년부터 이 섬에 대해 ‘다케시마는 일본 고유의 영토’라는 내용을 교육할 것이라 발표하였고, 이는 즉시 대한민국 정부로부터의 항의를 받았다.
독도 표기 문제에 대한 논란이 제기되자 대한민국 정부에서는 이에 대한 대응도 고려하고 있다.
2008년 7월 29일에는 한승수 국무총리가 대한민국 정부 수립 이후 현직 국무총리로는 처음으로 이 섬을 방문했다.
2011년 3월 9일에는 일본 민주당 의원 도이 류이치가 일본 정부의 독도영유권 주장을 요구하는 선언을 서명하였다.
2012년 8월 10일에는 이명박 대통령이 대한민국 정부 수립 이후 현직 대통령으로서는 처음으로 이 섬을 방문했다.

## 같이 보기
- 우산국